# Stefan Pfrengle
Stefan Pfrengle (* 24. Juni 1963 in Ludwigshafen am Rhein, Rheinland-Pfalz) ist ein ehemaliger deutscher Eiskunstläufer.

## Leben
Zum Eiskunstlaufen kam Stefan Pfrengle erst im Alter von zehn Jahren. Er war Paarläufer und startete zunächst mit Susanne Becher. Seine zweite Eislaufpartnerin war Kerstin Kiminus. Mit ihr wurde er 1986 erstmals Deutscher Meister im Paarlaufen. Später lief er zusammen mit Anuschka Gläser, die vom baden-württembergischen Landestrainer Peter Sczypa nach Mannheim rekrutiert wurde. Er formte das Paar Gläser/Pfrengle und brachte sie 1989 und 1990 zum Titelsieg der Deutschen Paarlauf Eiskunstlaufmeisterschaft. In diesen Jahren feierten sie zugleich ihre größten internationalen Erfolge mit dem 9. Platz bei den Weltmeisterschaften in Paris und dem 5. Platz bei den Europameisterschaften Sankt Petersburg. Stefan Pfrengle startete für den Mannheimer ERC und wurde zum Abschluss seiner Karriere von Günter Zöller trainiert.
Er studierte Medizin, ist niedergelassener Orthopäde und Mannschaftsarzt der Deutschen Eislauf-Union e. V.
Stefan Pfrengle ist mit Claudia Leistner verheiratet. Die gemeinsame Tochter Julia Pfrengle (* 1995) war ebenfalls Eiskunstläuferin beim Mannheimer ERC (Deutsche Nachwuchsmeisterin 2007 und 2008; Deutsche Juniorenmeisterin 2009). Sohn Yannik (* 2000) interessiert sich für den Fußball.

## Erfolge/Ergebnisse als Paarläufer

### Olympische Winterspiele
- keine Teilnahme

### Weltmeisterschaften
- 1986 – 13. Rang mit Kerstin Kiminus
- 1988 – 13. Rang mit Anuschka Gläser
- 1989 – 9. Rang mit Anuschka Gläser
- 1990 – 12. Rang mit Anuschka Gläser
- 1991 – 12. Rang mit Anuschka Gläser
- 1992 – 13. Rang mit Anuschka Gläser

### Europameisterschaften
- 1986 – 9. Rang mit Kerstin Kiminus
- 1988 – 9. Rang mit Anuschka Gläser
- 1989 – 6. Rang mit Anuschka Gläser
- 1990 – 5. Rang mit Anuschka Gläser
- 1991 – 6. Rang mit Anuschka Gläser
- 1992 – 7. Rang mit Anuschka Gläser

### Deutsche Meisterschaften
- 1984 – 2. Rang mit Susanne Becher
- 1985 – 2. Rang mit Kerstin Kiminus
- 1986 – 1. Rang mit Kerstin Kiminus
- 1987 – 2. Rang mit Kerstin Kiminus
- 1988 – 2. Rang mit Anuschka Gläser
- 1989 – 1. Rang mit Anuschka Gläser
- 1990 – 1. Rang mit Anuschka Gläser
- 1991 – 3. Rang mit Anuschka Gläser
- 1992 – 3. Rang mit Anuschka Gläser